# Mrs. Wiggs of the Cabbage Patch (1934)
Mrs. Wiggs of the Cabbage Patch is een Amerikaanse filmkomedie uit 1934 onder regie van Norman Taurog. Het scenario is gebaseerd op de gelijknamige roman uit 1901 van de Amerikaanse auteur Alice Hegan Rice.

## Verhaal
Mevrouw Wiggs is de arme, maar altijd optimistische moeder van een kroostrijk gezin. Ze wordt voortdurend opgejaagd door schuldeisers, maar ze blijft er rotsvast van overtuigd dat haar verdwenen echtgenoot haar financiële problemen zal oplossen, wanneer hij ooit weer opduikt. 